# Isabella Clara de Austria
Isabella Clara de Austria (12 august 1629 – 24 februarie 1685) a fost fiica lui Leopold al V-lea, Arhiduce de Austria și a soției acestuia, Claudia de Medici. A fost membră a Casei de Habsburg și Arhiducesă de Austria.

## Familie
Isabella a fost al treilea copil din cei cinci ai părinților ei. Printre frații ei: Ferdinand Karl, Arhiduce de Austria, Arhiducele Sigismund Francis de Austria și Maria Leopoldine de Austria, soția lui Ferdinand al III-lea, Împărat al Sfântului Imperiu Roman. 
Bunicii paterni au fost Carol al II-lea, Arhiduce de Austria și Maria Anna de Bavaria. Bunicii materni au fost Ferdinando I de Medici, Mare Duce de Toscana și Christina de Lorena.

## Căsătorie
La 7 noiembrie 1649 Isabella s-a căsătorit cu Carol al III-lea, Duce de Mantua (1629 - 1665) care a devenit Duce de Mantua și Monferrato în 1637. Căsătoria lor a creat o alianță între Casa de Gonzaga și familiile Habsburg.
Carol a avut o iubită, Margaret Oak și uneori o neglija pe Isabella. Carol și soția sa au avut un fiu, Carol al IV-lea, Duce de Mantua (31 august 1652 – 5 iulie 1708).